# 湯姆·埃弗瑞特·斯科特
湯姆·埃弗瑞特·斯科特（英語：Thomas "Tom" Everett Scott，1970年9月7日—）是美國的一位演員。他出演過的最著名的電影有《擋不住的奇蹟》等。

## 外部連結
- 湯姆·埃弗瑞特·斯科特在互联网电影资料库（IMDb）上的資料（英文）